# Carpodectes
Carpodectes is een geslacht van vogels uit de familie cotinga's (Cotingidae). Het geslacht telt drie soorten.

## Soorten
- Carpodectes antoniae – Geelsnavelcotinga
- Carpodectes hopkei – Witte cotinga
- Carpodectes nitidus – Sneeuwcotinga